# 同學麥娜絲
《同學麥娜絲》（英語：Classmates Minus）是2020年臺灣劇情片，由黃信堯執導， 鄭人碩、劉冠廷、納豆、施名帥所主演。台灣於2020年11月5日在2020金馬影展首先上映，其後在同月20日於台灣電影院上映，台灣以外的地區則在2021年2月20日於Netflix全球上線。

## 劇情概述
故事圍繞四位從高中就互相認識的中年男子的故事說起…
電風（鄭人碩飾）、添仔（施名帥飾）、罐頭（納豆飾）、閉結（劉冠廷飾）是打從高中時期就彼此打鬧20多年至今的好朋友，平常沒事就會聚在一起到母校隔壁的泡沫紅茶店打牌哈拉。添仔總是會拿出一張和千萬大獎差一個號碼的發票給大家看，並言明他和成功只差一步，誓要當一個名揚國際的大導演。罐頭是四人當中最窮困潦倒的一個，他皮包裡塞滿的護身符永遠比鈔票還多。多年前他曾結識一名小吃店女郎，後來為熱烈追求對方而辦卡刷卡，把全部金錢都耗在對方身上，最後不僅落了個人財兩空，還負債累累。電風是名保險業務員，當自己以前同學和下屬都成為他的主管時，他依舊還在原地踏步，只因為他太會「做事」不會「做人」而無法融入潛規則當中。說話口吃又結巴的閉結，則繼承家業經營著一家紙紮店，還要照顧年邁臥床的奶奶，因為工作性質關係時常會遇上往生者，但奇怪的是他對這些對象說話卻異常流利。
某天，罐頭在三溫暖裡吞藥自殺未遂，於此之前他還叫了兩次特殊服務，使得電風和添仔還得趕過來替他買單。由於金額太多，電風想打電話給閉結請他過來幫忙分攤，但閉結則在婚友社裡和人相親。對象是位中年喪偶，年過半百又帶著一個女兒的女子-阿月（王彩樺飾），初次見面就很有默契的兩人都能明白彼此想說的話，進而交往，而阿月也搬來和閉結一起住，除了擔任總機小姐處理客戶訂單之外，還會幫忙照顧閉結的奶奶。
添仔是個廣告導演，有時會找來罐頭擔任男主角讓他賺外快，夢想成為大導演的他連做夢都在導戲，時常把他的妻子-阿枝（朱芷瑩飾）嚇醒害她徹夜難眠，對此阿枝依舊默默守護在丈夫身邊全心照料。後來，罐頭找到一份在戶政事務所裡上班的差事，主要工作就是到有些遷移戶口的民眾家裡調查並拍照，在這過程他遇過各種形形色色的戶主，有在田邊用簡易帆布搭成臨時住所的女裝大佬，以及因產權糾紛把滿腹怨氣化做心經寫滿家裡牆壁的男人，直到調查到一名按摩女郎時，罐頭才驚覺這是他高中同學-麥娜絲（潘慧如飾），無奈對方根本不認得他，這事只得作罷。
電風因為女友懷孕而急著結婚，他用自己的積蓄和死去父親留下的手尾錢買到一間房，並用一半價格買到一個機車車位來停車，唯一劣處就是得手動推車入庫。
某天，添仔為市長（湯志偉飾）拍攝宣傳廣告時偶遇高委員（陳以文飾），高委員因大佛案被黨團懲戒，並要求他退選，無奈之下他們找上沒有政治色彩的添仔來出任參選，美其名是推廣年輕改革，實際上是利用他當自己傀儡好受自己操控，於是添仔就這麼浩浩蕩蕩被臨時包裝成政壇偶像。與此同時，添仔又和高委員助理-瓦樂莉（鄭宇彤飾）勾搭在一起，直到添仔老婆阿枝在他褲子口袋裡找出一條丁字褲才揭發兩人姦情。
閉結蓋了座新家邀請其他三人入厝參觀，實際上就是一間紙紮屋，四人進入屋內打牌閒聊，在聊到麥娜絲時，三人鼓勵罐頭勇敢追愛。於是當晚罐頭就找上麥娜絲工作室對其勇敢告白，但在聽聞罐頭表明自己身份和心意後，麥娜絲心裡並沒有太大感動，反而是將罐頭請上床準備獻身。在無法接受自己20多年來愛慕的女神淪落到這般田地的罐頭，一路崩潰大哭逃出來，因為他並沒曾想過如果有一天幻想破滅時，自己會時何等痛苦。
電風為了幫一個客戶處理理賠問題而和對方大吵起來，後來被經理也是自己同學叫進辦公室進行思想教育時，忍無可忍的他終於大聲發洩出對公司殘酷的潛規則及無情的打壓，隨後走出公司透透氣，路經一處湖泊時他穿著衣服跳入水中游泳，試圖遠離這喧鬧的環境。
閉結這邊，某天他驚見自己原本臥病在床的奶奶突然下床並為自己煲湯，他懷疑這是否為老人家臨終前的迴光返照？但這個猜測很快就被證實是錯的，在他開車前往加油站加油時突然被一群兇神惡煞給亂棍打死，直到死後見的帶著金童玉女的鬼差，他才知道真正迴光返照的是自己，在死前他口吃的毛病也突然好了起來，可惜遇上死劫。
在閉結喪禮上，由阿月擔任家屬對前來弔唁的人們一一鞠躬，而罐頭和電風也以好朋友身份出席。直到正在為競選忙碌的添仔姍姍來遲後，兩人怒氣瞬間爆發。他們看不慣添仔在閉結喪禮上還不忘為自己選戰拉票，罐頭、電風為此和添仔大打出手，就連黃信堯導演也看不下去跳出來補上幾腳，他們三人兄弟之間的情分也就此劃下句點。
電影最後，閉結帶著阿月，電風帶著阿珍，罐頭領著麥娜絲，添仔則擁有齊人之福的牽著阿枝和瓦樂莉，眾人西裝筆挺的來到一處豪宅為閉結購買的新家贊助光彩，以上皆是四人心目中最憧憬的幻想。

## 演員
| 演員   | 角色                   | 角色介紹 |
| 鄭人碩 | 電風（陳典鋒）         | 保險業務員，後因女友懷孕而結婚 |
| 劉冠廷 | 閉結（李宏昌）         | 紙糊店老闆，專門替往生者製造紙糊的物品。天生有口吃毛病(但對死者不會有口吃)，有一個長年臥病的奶奶，後被認錯人的尋仇者打死（原型為片尾紀念的好友賴俊杰） |
| 納豆   | 罐頭（林冠陶）         | 戶政機關工作人員，是四個好友當中混得最差的人。喜歡麥娜絲，之後無法接受她是性工作者                                                                     |
| 施名帥 | 添仔（吳銘添）         | 廣告導演，四個好友裡生活過得最好的人，被高威青相中出面參選立委，和瓦樂莉有一腿，最後為走上政途而與昔日兄弟反目                                         |
| 王彩樺 | 阿月                   | 閉結的相親對象，是能聽得懂他結巴時講的話的人，後至紙糊店幫忙                                                                                           |
| 潘慧如 | 麥娜絲/林慕璇          | 罐頭學生時期的夢中情人，也是校花。後來成為性工作者 |
| 朱芷瑩 | 阿枝                   | 添仔妻子，為了圓丈夫導演夢在其背後默默付出，更為家境而為他墮胎過兩次，後因丁字褲抓到添仔外遇                                                           |
| 洪小鈴 | 阿珍                   | 電風妻子，兩人原先在漫畫店認識，後進行交往，之後因懷孕而結婚                                                                                           |
| 安乙蕎 | 阿喬                   | 阿月女兒，替母親找相親對象 |
| 陳以文 | 高威青                 | 立法委員，在弊案爆發被黨懲處後，看上添仔做為下一屆立委參選人，企圖在背後當操控者                                                                       |
| 鄭宇彤 | 瓦樂莉                 | 高威青助理，跟添仔有一腿，被添仔偷走丁字褲放在在其口袋。「瓦樂莉」（Valerie）取自法語，其意思為「勇氣」                                                |
| 韓亞熙 | 壯陽藥女主角           | 陪著罐頭一起演床戲 |
| 莊益增 | 大仙                   | 壯陽藥代言人 |
| 藍葦華 | 梅益源                 | 保險公司經理，電風以前同學，總是以共體時艱為由不給電風升職加薪。外號五角（因其名音同「沒一元」）                                                       |
| 湯志偉 | 蔣中文                 | 市長 |
| 陳俊成 | 三溫暖老闆、神父、老李 | 一人分飾三角 |
| 加藤鷹 | 加藤鷹（客串）         | 在罐頭春夢裡傳授他金手指 |
| 黃信堯 | 導演                   | 在閉結喪禮上從幕後闖入戲內暴打添仔，為臺灣史上首位在劇中毆打演員的導演                                                                                 |
| 林義雄 | 往生者                 | 曾託夢給閉結請他替自己改車，並告知他看見老李後會發生的事                                                                                               |

## 音樂
- 主題曲：〈漏電的插頭〉，四位男主角演唱
- 插入曲：〈港都情人〉，濁水溪公社演唱
- 片尾曲：〈卡通手槍〉，濁水溪公社演唱

## 拍攝場景

### 台中市
- 南屯區 豐樂雕塑公園
- 龍井區 台灣中油元井站：閉結開車經過的加油站
- 清水區 西寧社區松美紙糊店（閉結家）

### 高雄市
- 老瓊泡沫紅茶專賣店（新興區玉竹一街22號1樓）

## 獲獎與提名
| 類別                 | 頒獎日期       | 獎項             | 名字           | 結果 | 參考  |
| -------------------- | -------------- | ---------------- | -------------- | ---- | ----- |
| 第57屆金馬獎         | 2020年11月21日 | 最佳劇情長片     | 《同學麥娜絲》 | 提名 |       |
| 第57屆金馬獎         | 2020年11月21日 | 觀眾票選最佳影片 | 《同學麥娜絲》 | 獲獎 |       |
| 第57屆金馬獎         | 2020年11月21日 | 最佳導演         | 黃信堯         | 提名 |       |
| 第57屆金馬獎         | 2020年11月21日 | 最佳男配角       | 鄭人碩         | 提名 |       |
| 第57屆金馬獎         | 2020年11月21日 | 最佳男配角       | 納豆           | 獲獎 |       |
| 第57屆金馬獎         | 2020年11月21日 | 最佳改編劇本     | 黃信堯         | 提名 |       |
| 第57屆金馬獎         | 2020年11月21日 | 最佳攝影         | 中島長雄       | 提名 |       |
| 第57屆金馬獎         | 2020年11月21日 | 最佳美術設計     | 趙思豪         | 獲獎 |       |
| 第57屆金馬獎         | 2020年11月21日 | 最佳原創電影音樂 | 柯仁堅、蔡仲軒 | 提名 |       |
| 第57屆金馬獎         | 2020年11月21日 | 最佳剪輯         | 賴秀雄         | 提名 |       |
| 台灣影評人協會       | 2021年3月26日  | 最佳影片         | 《同學麥娜絲》 | 提名 | [ 3 ] |
| 台灣影評人協會       | 2021年3月26日  | 最佳導演         | 黃信堯         | 提名 | [ 3 ] |
| 台灣影評人協會       | 2021年3月26日  | 最佳劇本         | 黃信堯         | 提名 | [ 3 ] |
| 台灣影評人協會       | 2021年3月26日  | 最佳男演員       | 納豆           | 提名 | [ 3 ] |
| 台灣影評人協會       | 2021年3月26日  | 最佳男演員       | 鄭人碩         | 提名 | [ 3 ] |
| 台灣影評人協會       | 2021年3月26日  | 最佳男演員       | 劉冠廷         | 提名 | [ 3 ] |
| 青年電影手冊年度盛典 | 2021年3月28日  | 年度華語十佳影片 | 《同學麥娜絲》 | 獲獎 |       |
| 青年電影手冊年度盛典 | 2021年3月28日  | 年度導演         | 黃信堯         | 提名 |       |
| 青年電影手冊年度盛典 | 2021年3月28日  | 年度編劇         | 黃信堯         | 提名 |       |
| 青年電影手冊年度盛典 | 2021年3月28日  | 年度男演員       | 施名帥         | 提名 |       |
| 青年電影手冊年度盛典 | 2021年3月28日  | 年度男配角       | 納豆           | 提名 |       |
| 青年電影手冊年度盛典 | 2021年3月28日  | 年度男配角       | 鄭人碩         | 提名 |       |
| 第23屆台北電影獎     | 2021年10月9日  | 最佳劇情長片     | 《同學麥娜絲》 | 提名 | [ 4 ] |
| 第23屆台北電影獎     | 2021年10月9日  | 最佳導演         | 黃信堯         | 提名 | [ 4 ] |
| 第23屆台北電影獎     | 2021年10月9日  | 最佳編劇         | 黃信堯         | 提名 | [ 4 ] |
| 第23屆台北電影獎     | 2021年10月9日  | 最佳男配角       | 納豆           | 提名 | [ 4 ] |
| 第23屆台北電影獎     | 2021年10月9日  | 最佳男配角       | 劉冠廷         | 提名 | [ 4 ] |
| 第23屆台北電影獎     | 2021年10月9日  | 最佳攝影         | 中島長雄       | 提名 | [ 4 ] |
| 第23屆台北電影獎     | 2021年10月9日  | 最佳美術設計     | 趙思豪         | 獲獎 | [ 4 ] |
| 第23屆台北電影獎     | 2021年10月9日  | 最佳電影行銷獎   | 《同學麥娜絲》 | 提名 | [ 4 ] |
| 第23屆台北電影獎     | 2021年10月9日  | 最佳海報獎       | 《同學麥娜絲》 | 提名 | [ 4 ] |
| 第23屆台北電影獎     | 2021年10月9日  | 最佳預告片獎     | 《同學麥娜絲》 | 提名 | [ 4 ] |

## 外部連結
- 同學麥娜絲的Facebook專頁
- 豆瓣电影上《同學麥娜絲》的資料 （简体中文）
- 互联网电影数据库（IMDb）上《同學麥娜絲》的资料（英文）
- 台灣電影網上《同學麥娜絲》的資料（繁體中文）